# Карта-основа
Карта-основа (рос. карта-основа, англ. base map, нім. Zeichnungsträger,  Bildträger m) — географічна карта, яка використовується для нанесення об'єктів карти тематичної. Приклад карти-основи — контурна карта.
Як правило, карта-основа паперова з наступними основними характеристиками: непрозорість, текстура поверхні (матова, гладка), а також з покриттям і без покриття. Найважливішими шарами покриття можуть бути: світлочутливі шари (для процесів зйомки та копіювання відтворення).